# Sportclub Rheindorf Altach 2009-2010

## Rosa
| N. |                    | Ruolo | Calciatore           |
| -- | ------------------ | ----- | -------------------- |
| 1  | Austria (bandiera) | P     | Martin Kobras        |
| 2  | Russia (bandiera)  | D     | Hennadij Nyžehorodov |
| 3  | Austria (bandiera) | D     | Andreas Simma        |
| 4  | Austria (bandiera) | D     | Enrico Pfister       |
| 5  | Austria (bandiera) | D     | Philipp Netzer       |
| 6  | Austria (bandiera) | D     | Gernot Suppan        |
| 7  | Austria (bandiera) | C     | Andreas Lienhart     |
| 8  | Austria (bandiera) | C     | Andreas Bammer       |
| 9  | Spagna (bandiera)  | A     | Tomi                 |
| 11 | Austria (bandiera) | C     | Patrick Scherrer     |
| 13 | Austria (bandiera) | C     | Jan Zwischenbrugger  |
| 14 | Austria (bandiera) | D     | Patrick Pircher      |

| N. |                        | Ruolo | Calciatore           |
| -- | ---------------------- | ----- | -------------------- |
| 15 | Austria (bandiera)     | D     | Giles Ganahl         |
| 17 | Austria (bandiera)     | D     | Alexander Guem       |
| 18 | Austria (bandiera)     | A     | Orhan Ademi          |
| 19 | Austria (bandiera)     | D     | Jürgen Pichorner     |
| 20 | Stati Uniti (bandiera) | C     | Armando Orejel Ochoa |
| 21 | Austria (bandiera)     | D     | Mattias Sereinig     |
| 22 | Austria (bandiera)     | C     | Butrint Vishaj       |
| 23 | Austria (bandiera)     | P     | Kevin Fend           |
| 24 | Austria (bandiera)     | C     | Jürgen Prutsch       |
| 26 | Austria (bandiera)     | C     | Matthias Koch        |
| 27 | Austria (bandiera)     | D     | Elias Kircher        |
| 28 | Austria (bandiera)     | C     | Manfred Pamminger    |